# Paranasoona cirrifrons
Paranasoona cirrifrons is een spinnensoort in de taxonomische indeling van de hangmatspinnen (Linyphiidae).
Het dier behoort tot het geslacht Paranasoona. De wetenschappelijke naam van de soort werd voor het eerst geldig gepubliceerd in 1984 door Heimer.